# Remi Johansen
Remi Johansen (Hessfjord, 4 september 1990) is een Noorse profvoetballer, die speelt bij Sandnes Ulf in de Noorse 1. divisjon.

## Carrière

### Tromsø IL
Hij maakte zijn debuut voor Tromsø IL op 23 maart 2009 tegen Rosenborg BK. Hij scoorde zijn eerste goal in het najaar van 2009 in de thuis wedstrijd Tromso IL - IK Start. Vanaf 2010 veroverde Johansen een basisplaats in de hoofdmacht. In het Tippeligaen 2012 seizoen maakte hij 26 keer zijn opwachting in het veldelftal waarbij hij drie maal doel trof.